# Hadeikum
| Prekambrium                  | Prekambrium          | Prekambrium   | Prekambrium       |
| Eon                          | Era                  | Period        | Miljoner år sedan |
| ---------------------------- | -------------------- | ------------- | ----------------- |
| Fanero- zoikum               | Paleozoikum          | Kambrium      | senare            |
| Protero- zoikum              | Neo- proterozoikum   | Ediacara      | 635–541           |
| Protero- zoikum              | Neo- proterozoikum   | Kryogenium    | 720–635           |
| Protero- zoikum              | Neo- proterozoikum   | Tonium        | 1000–720          |
| Protero- zoikum              | Meso- proterozoikum  | Stenium       | 1200–1000         |
| Protero- zoikum              | Meso- proterozoikum  | Ectasium      | 1400–1200         |
| Protero- zoikum              | Meso- proterozoikum  | Kalymmium     | 1600–1400         |
| Protero- zoikum              | Paleo- proterozoikum | Staterium     | 1800–1600         |
| Protero- zoikum              | Paleo- proterozoikum | Orosirium     | 2050–1800         |
| Protero- zoikum              | Paleo- proterozoikum | Ryacium       | 2300–2050         |
| Protero- zoikum              | Paleo- proterozoikum | Siderium      | 2500–2300         |
| Arkeikum                     | Neoarkeikum          |               | 2800–2500         |
| Arkeikum                     | Mesoarkeikum         |               | 3200–2800         |
| Arkeikum                     | Paleoarkeikum        |               | 3600–3200         |
| Arkeikum                     | Eoarkeikum           |               | 4000–3600         |
| Hadeikum                     |                      |               | 4600–4000         |
| Jorden bildas                | Jorden bildas        | Jorden bildas | tidigare          |
| Se även Geologisk tidsskala. |                      |               |                   |

Hadeikum, eller ”den hadeiska tiden”, är den första eonen och varade i 537 miljoner år, med början för 4 567 miljoner år sedan, vid jordens tillblivelse, och slut för 4 030 miljoner år sedan. Hadeikum börjar med den första sammansmältningen av fast materia på jorden och slutar vid den äldsta kända bergarten.
Den amerikanska geologen Preston Cloud döpte 1972 eonen efter den grekiska dödsguden Hades, eftersom jorden under denna tid liknade ett helvete med alla katastrofer.